# فلويد مان
فلويد مان (بالإنجليزية: Floyd Mann)‏ هو ضابط شرطة أمريكي، ولد في 20 أغسطس 1920، وتوفي في 1995.